# Disque compact
« CD » redirige ici. Pour les autres significations, voir CD (homonymie).
Un disque compact, le plus souvent désigné par son sigle anglais CD – abréviation de Compact Disc – est un disque optique utilisé pour stocker des données sous forme numérique.
Le disque compact est développé par Sony et Philips et commercialisé à partir de décembre 1982 (mars 1983 en France). Il se démocratise au début des années 1990, et finit progressivement par remplacer les supports analogiques (disque microsillon, cassette audio). Cependant, l'apparition de logiciels en P2P comme Napster à la fin des années 1990 deviennent une menace pour l'industrie du disque, qui connait une importante crise dans les années 2000.

## Histoire

### Création et mise en vente

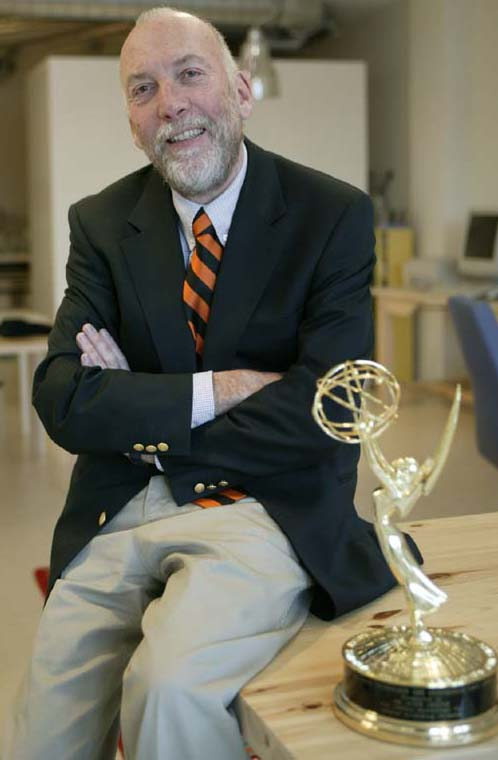
Kees Schouhamer Immink a reçu un Emmy Award pour ses contributions créatives au disque compact, DVD et disque Blu-ray.

En 1980, le Red Book détermine les caractéristiques techniques du nouveau disque et le partage des brevets entre les deux concurrents : à Philips la conception du CD (sur la base de leur expérience de la technologie du LaserDisc) et des lentilles qui permettent la lecture ; à Sony la définition du format utilisé pour numériser la musique et la méthode de correction d'erreurs. Parmi les principaux membres de l’équipe, les plus connus sont Pieter Kramer (directeur du laboratoire de recherche optique de Philips dans les années 1970) et Kees A. Schouhamer Immink pour Philips, Toshitada Doi pour Sony.
Les premiers prototypes produits par Philips mesuraient 115 mm de diamètre, avec un codage sur 14 bits et une durée de 60 minutes. Sony insiste pour l'adoption d'un codage sur 16 bits et une durée de 74 min, d'où un diamètre augmenté à 12 cm. Cette capacité aurait été choisie à la demande de Herbert von Karajan, afin que la version la plus lente de la 9e symphonie de Beethoven, celle enregistrée au festival de Bayreuth en 1951 sous la direction de Wilhelm Furtwängler, tienne sur un seul disque. Sony indique que c’était à la demande de l’épouse de son président, pour ces mêmes motifs. La vérité est moins romantique : au moment de lancer la production industrielle, Philips aurait eu un avantage grâce à une chaîne de production capable de fournir rapidement ces disques de 11,5 cm, ce qui ne faisait pas les affaires de Sony, la firme japonaise ayant pris du retard sur la fabrication des lecteurs. Philips ne souhaitait pas favoriser le format de 10 cm propre à Sony, pour les mêmes raisons. Le compromis est le disque de 12 cm qui ne donnait l’avantage à aucun des deux fabricants, tout en permettant d’utiliser tous les développements techniques et électroniques mis au point précédemment. Ces décisions sont prises par le management et imposées aux experts des équipes techniques.
Le disque compact est inventé conjointement par les firmes Philips et Sony. Alors que les deux entreprises décident de travailler ensemble en 1979, le projet prévoyait que les platines laser seraient équipées des puces électroniques les plus puissantes jamais commercialisées pour un produit grand public. Les premiers CD sont commercialisés à partir de décembre 1982, et début mars 1983 en France. Philips et Sony annoncent fin août 1982 être prêtes à sortir leur nouveau produit et commencent les ventes à l’automne. La production industrielle commence le 17 août 1982 à Langenhagen, près de Hanovre (RFA). Les premiers albums produits étaient Une Symphonie alpestre, de Richard Strauss (Herbert von Karajan avec l'Orchestre philharmonique de Berlin) et The Visitors (ABBA). La première platine est vendue au Japon le 1er novembre 1982 accompagnée de l’album 52nd Street de Billy Joel. En Europe, le premier lecteur de CD est commercialisé en mars 1983.
Au début de la commercialisation des CD, on distingue le procédé analogique (A) ou numérique (D, pour digital) pour les trois phases principales d'enregistrement (indiquées théoriquement sur chaque CD du commerce) :
- AAD (Analogique-Analogique-Digital) : utilisation d'un magnétophone analogique pendant les séances d'enregistrement, le mixage ou le montage, et numérique pour la gravure. On trouve aussi la mention « AAD masterisé » dans le cas d'anciens enregistrements analogiques « digitalisés », en transformant le signal analogique en un signal numérique en « dents de scie » (en principe meilleur, car formé de bits 0 ou 1, donc ôtant les signaux ou bruits de surface parasites notamment)[évasif] ;
- ADD (Analogique-Digital-Digital) : utilisation d'un magnétophone analogique pendant les séances d'enregistrement, puis numérique pour le mixage ou le montage, puis la gravure ;
- DDD (Digital-Digital-Digital) : utilisation d'un magnétophone numérique pendant les séances d'enregistrement, le mixage ou le montage, puis la gravure.

Les pochettes de microsillons indiquaient aussi durant les dernières années ces sigles, se terminant logiquement cette fois par la lettre « A », puisque le support lui-même était forcément analogique : AAA (toujours vrai pour les premiers microsillons, avant les magnétophones numériques), et ADA ou DDA lors des enregistrements numériques sur microsillons.

### Remplacement du disque microsillon

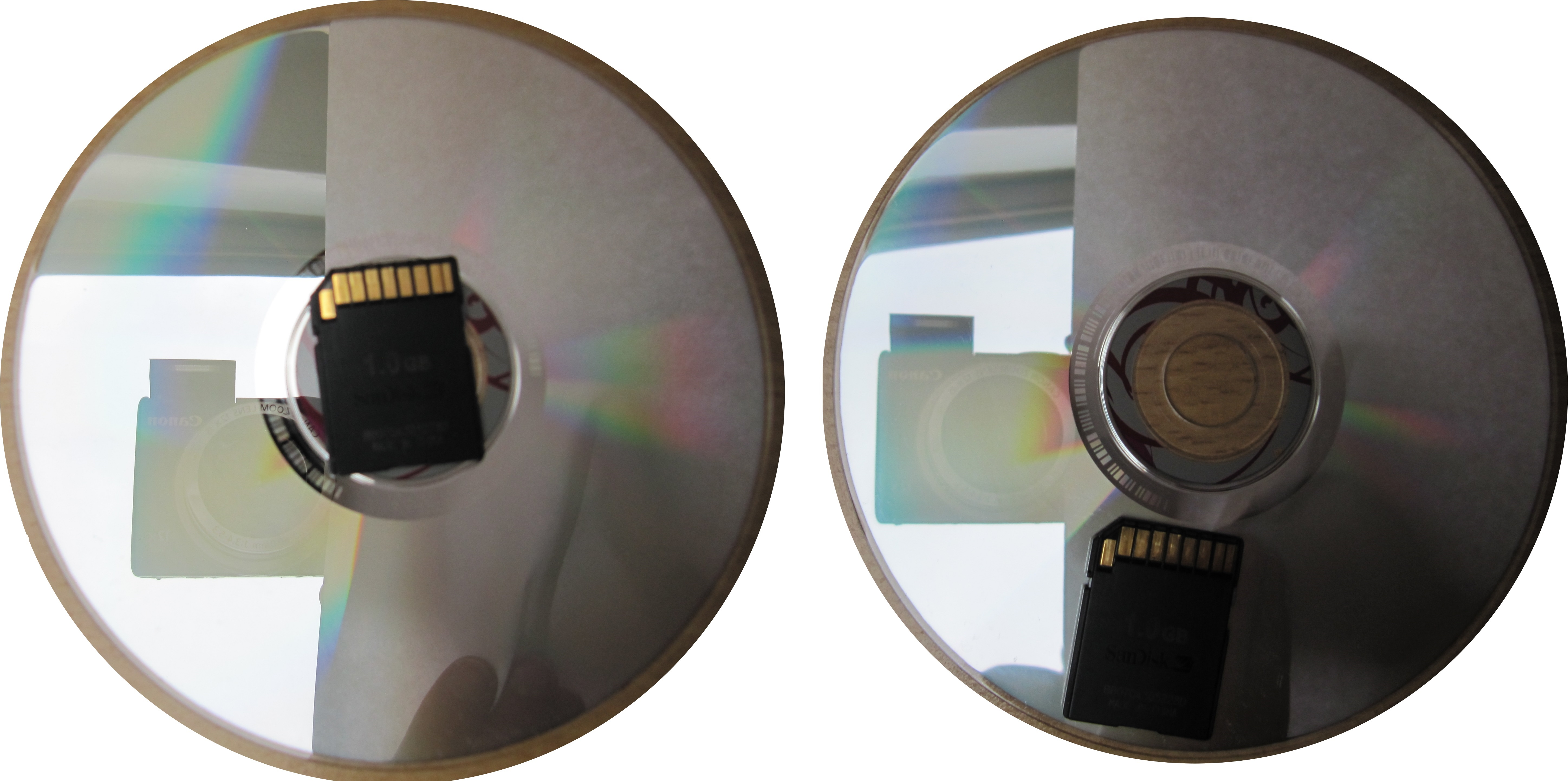
Carte SD sur CD de 12 cm de diamètre.

Le succès du CD est progressif, d'autant que l'industrie du disque décide d'un prix de vente majoré de 60 à 70 % (en France) par rapport au microsillon et que les premiers appareils de lecture sont eux aussi d'un coût élevé (en 1983, supérieur au SMIC mensuel et en 1988 on commence à voir des modèles d'un coût de l'ordre de 50 % du SMIC mensuel) limité dans un premier temps à l’album The Visitors d’ABBA (PolyGram, label de Philips), et à un enregistrement de la Symphonie alpestre de Richard Strauss dirigée par Karajan. Le CD passe surtout dans les premiers temps pour un support réservé aux mélomanes classiques, grâce à la qualité sonore qu’il offre. Quelque 200 titres, classiques essentiellement, sont ainsi produits par Philips. C’est la mise sur le marché, en 1985, de l'album Brothers in Arms, du groupe Dire Straits (premier album entièrement numérique), qui démocratise le CD : l'album se vend à plus d’un million d’exemplaires.
Dès 1986, les platines laser se vendent mieux que les autres, et en 1988 les ventes de CD dépassent celles des disques vinyle. En France, la démocratisation du CD passe par l'activité d'éditeurs indépendants comme NTI (David Mufflarz) et Christian Brunet (Levitan SA - CD One music). Cet indépendant est le premier à travailler sur le « fond de catalogue », et donc sur un prix de vente raisonnable, alors qu'un CD est toujours proposé à des tarifs ne pouvant motiver que l'élite du public. Ainsi apparaissent dans le circuit de la grande distribution des collections très bon marché, là où les CD commercialisés par les majors sont excessivement chers. Dès 1991 sont vendus des coffrets de dix CD pour moins de 90 francs (13,72 euros). Cette collection (Romance du classique) sera vendue à plus de 2,5 millions d'exemplaires en moins d'un mois, durant les fêtes de fin d'année. Cette politique de prix fera exploser les ventes de lecteurs de CD en France. Christian Brunet réalise pour le groupe Carrefour cette première opération.
Le CD connait un large succès et se substitue rapidement aux disques microsillons (vinyles) comme support musical de par ses caractéristiques plus avantageux comme notamment l'absence d'usure (dans le cas d'un bon stockage et à l'abri de la chaleur, de la lumière et de l'humidité), et la diminution de sa taille par rapport au vinyle (de 12 cm puis 8 cm), avec une épaisseur nominale de 1,2 mm. Le CD possède également une qualité théorique de reproduction sonore supérieure aux cassettes audio et vinyles (rapport signal sur bruit bien plus important, absence de bruit de fond et de sonorités parasites liés au support, reproduction exacte à chaque lecture grâce au système de correction d’erreur). Le format CD permet aussi un retour à l'écoute intégrale sans avoir à retourner le support audio dans le lecteur, avec un accès sans manipulation mécanique, ce qui ne s'était pas vu depuis la disparition des cartouches 8 pistes. Le CD a aussi accès direct aux différents morceaux musicaux ainsi (pour certains lecteurs) qu'à des index pour chaque morceau ; certains magnétocassettes disposaient aussi d'un système de recherche de plages qui détectait les passages sans données audio (ce système est plus lent que sur un CD audio).
Les CD-R (CD vierges à graver) ont les mêmes dimensions, et peuvent être utilisés pour stocker des données Red Book (qui définit la norme audio pour le CD, telle que les 44,1 kHz de fréquence d'échantillonnage et 16 bits de résolution). On distingue les CD-R PC, qui sont conçus pour une utilisation avec un graveur intégré à un PC, et les CD-R Audio, qui sont conçus spécifiquement pour les enregistreurs domestiques autonomes (lesquels ne peuvent pas lire les CD-R PC). Ils sont d’ailleurs plus chers, car il est tenu compte d'un pourcentage pour les droits d'auteur qui sont reversés à la SACEM en France ou la SABAM en Belgique.
Compact Disc est une marque déposée par la firme néerlandaise Koninklijke Philips Electronics N.V. et cette dernière refuse l’utilisation du terme déposé pour tout disque audio protégé contre la copie.

### Crise du disque et déclin
L'arrivée des sites web et logiciels en P2P, en particulier de Napster, au début de 1999, signe le début du déclin de l'industrie du disque. Dès lors, les partages illégaux de fichiers audio numérisés et copiés à partir des CD se multiplient. En 2004, dans son article Crise des ventes de disques et téléchargements sur les réseaux peer-to-peer, la Fédération internationale de l'industrie phonographique (IFPI) estime que près de 800 millions de fichiers musicaux étaient présents sur les réseaux en P2P.
En 2007, soit plus de vingt ans après la création du disque, Philips estime à plus de 200 milliards le nombre de CD vendus dans le monde, avec 150 millions d'unités en France en 2002 et 700 millions aux États-Unis en 2004.

## Principe de fonctionnement

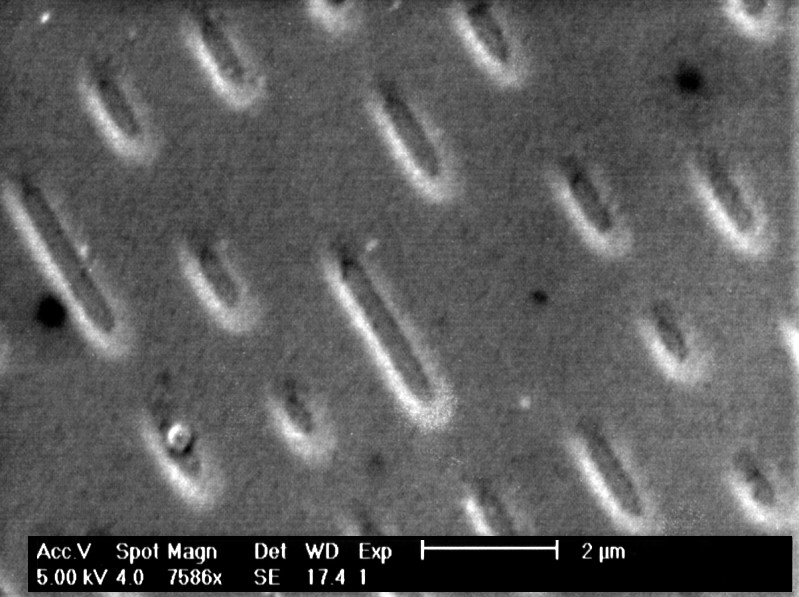
Creux sur la surface d'un CD vu au microscope à balayage.

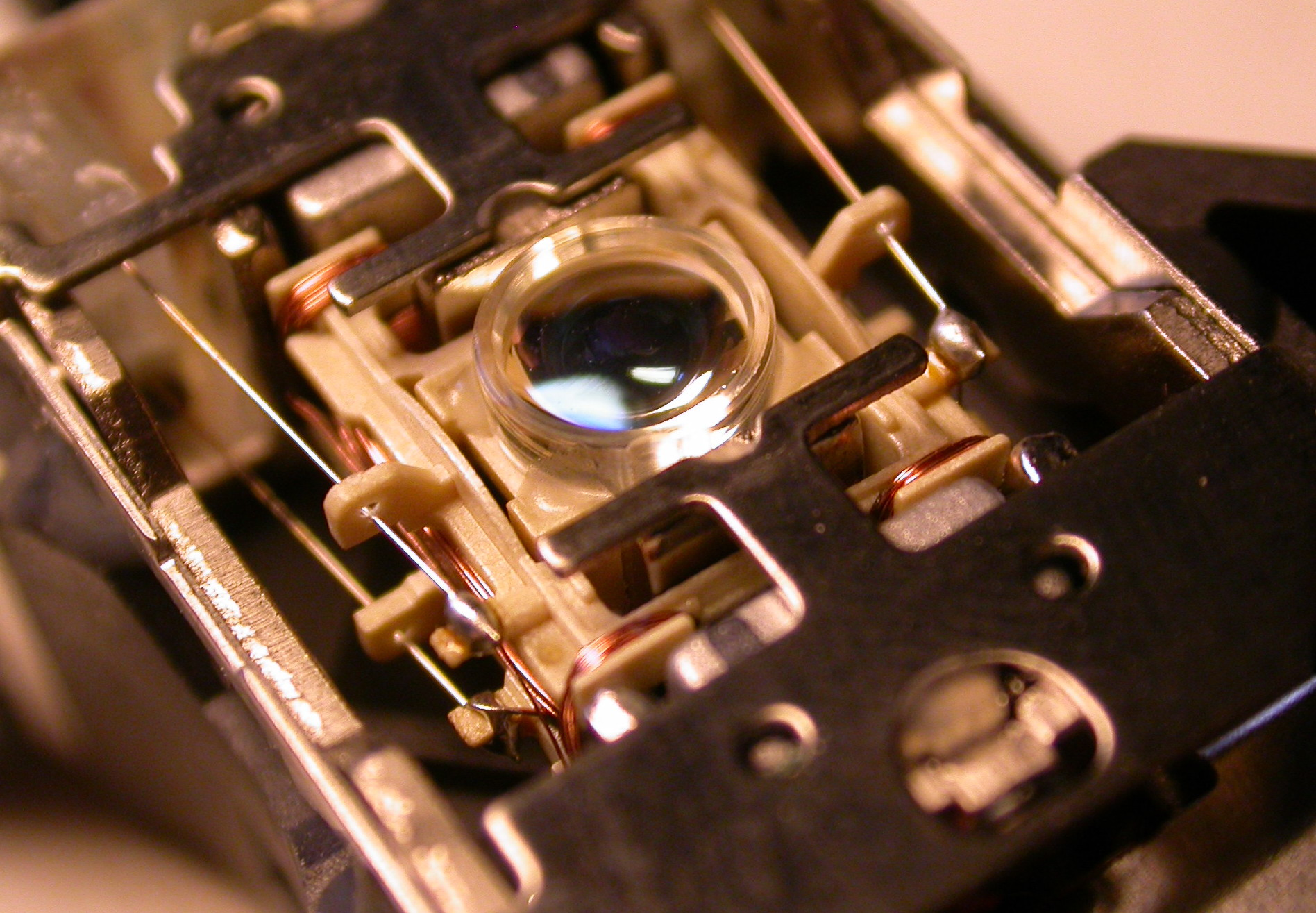
Lentille d'un lecteur de CD.

La technique du disque compact repose sur une méthode optique : un faisceau de lumière cohérente (laser) vient frapper le disque en rotation. Les irrégularités (appelées « pits », cavités dont la longueur varie entre 0,833 et 3,56 µm, et dont la largeur est de 0,6 µm) dans la surface réfléchissante de celui-ci produisent des variations binaires.
Le rayon réfléchi est enregistré par un capteur. Plus précisément, lorsque le faisceau passe de la surface plane à cette cavité, il se produit des interférences lorsque le faisceau ne rencontre qu'une surface plane, l'intensité lumineuse du faisceau réfléchi vers le capteur est maximale, et fait correspondre à cet état la valeur binaire 0. Quand le faisceau passe sur le pit, le capteur détecte les interférences et l'intensité du signal reçu diminue. La valeur binaire 1 est alors attribuée.
En effet, lorsque le laser est émis sur une telle discontinuité, une partie des rayons lumineux émis sera réfléchie depuis le creux, tandis que l'autre partie sera réfléchie depuis le plat. Aussi se crée-t-il une différence de marche entre ces deux rayons réfléchis, c'est-à-dire un déphasage entre les deux ondes.
Or, la profondeur du pit est très spécifique à celle du laser utilisé pour la lecture. En effet, elle est λ/4, avec λ la longueur d'onde du laser. Deux ondes issues d'une source cohérente sont dites constructives (c'est-à-dire que leurs amplitudes s'additionnent) lorsque la différence de marche notée δ vérifie :
δ = λ·k, avec k un entier relatif. C'est le cas lorsque le laser se réfléchit sur un plat ou un creux (k = 0). Au contraire, lorsque le rayon se réfléchit sur un passage creux/plat (ou plat/creux), où l'onde réfléchie dans le creux parcourt donc la profondeur du pit multipliée par deux (aller plus retour) soit une distance d = 2λ/4 = λ/2, la valeur de la différence de marche vérifie : δ = λ (k + 0,5), correspondant à une différence de marche pour des ondes destructives (dont les amplitudes s'annulent).
C'est donc l'intensité du signal lumineux réfléchi sur la piste du support de stockage et reçu par le capteur — lequel associe des variations de tension aux variations d'intensité reçues — qui est codée en binaire (cours de physique de terminale scientifique). Lorsque le disque compact est utilisé comme support pour l’écoute musicale (premières utilisations), l’information binaire est ensuite transformée en un signal analogique par un convertisseur numérique-analogique.
Dès son apparition, ce support est promu par ses inventeurs et les éditeurs musicaux comme offrant une meilleure qualité sonore que les autres supports existants (notamment les disques vinyle). Ces qualités sont parfois contestées[Par qui ?] et de nouveaux supports sont apparus, dotés d'une résolution supérieure (SACD : Super Audio Compact Disc, ou DVD-A : Digital Versatile Disc Audio). On constate par ailleurs, au cours des années 2010, un regain de popularité du support vinyle.

## Caractéristiques
Les disques compacts sont constitués d’une galette de polycarbonate de 1,2 millimètre d’épaisseur recouverte d’une fine couche d’aluminium (à l'origine, c’était d’une couche d’or et c’est encore le cas sur les disques à longue durée de vie) protégée par un film de laque. Ce film peut aussi être imprimé pour illustrer le disque. Les techniques d’impression sont l’offset et la sérigraphie. Les différentes couches sont déposées par la machine à l'état liquide sur le pourtour du centre du disque et réparties sur la surface par la force centrifuge, afin de garantir une répartition uniforme. Les informations sur un CD standard sont codées sur une piste d’alvéoles en spirale moulée dans le polycarbonate. Chaque alvéole mesure environ entre 125 nm (0,125 µm) et 500 nm en largeur, et entre 833 nm et 3,5 µm en longueur. L’espace entre les pistes est de 1,6 µm. Pour se donner une idée des dimensions, si le disque était mis à l’échelle d’un stade de football, une alvéole aurait la taille d’un grain de sable. La spirale commence presque au centre du disque pour se terminer en périphérie, ce qui autorise plusieurs tailles de disques.
Un CD est lu par une diode laser de 780 nm de longueur d'onde à travers la couche de polycarbonate (diamètre du spot : 1,04 µm). La différence de profondeur entre une alvéole (creux) et la surface plane (bosse) est d’un quart de la longueur d’onde du laser, ce qui permet d’avoir un déphasage d’une demi-longueur d’onde entre une réflexion du laser dans une alvéole et sur la surface plane. L’interférence destructive causée par cette réflexion réduit l’intensité de la lumière réfléchie dans une alvéole comparée à une réflexion sur la surface plane. En mesurant cette intensité avec une photodiode, on est capable de lire les données sur le disque.
Les creux et les bosses ne représentent pas les « 0 » et les « 1 » des informations binaires. C’est le passage d’un creux à une bosse ou d’une bosse à un creux qui indique un « 1 ». S’il n’y a pas de passage bosse-creux, alors il s’agit d’un « 0 ». On appelle cela un « front » (voir codage Miller). Ensuite, ces données sont soumises au traitement EFM (Eight-to-Fourteen Modulation) utilisé lors du codage des données audionumériques en données numériques pour CD audio, de façon à obtenir les données audionumériques brutes.

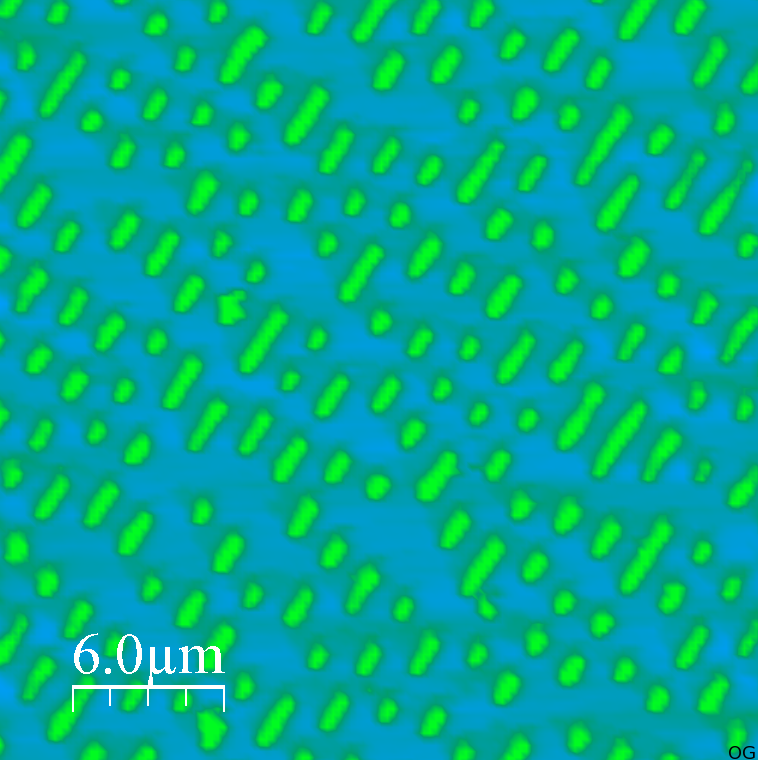
Image AFM d'un CD.
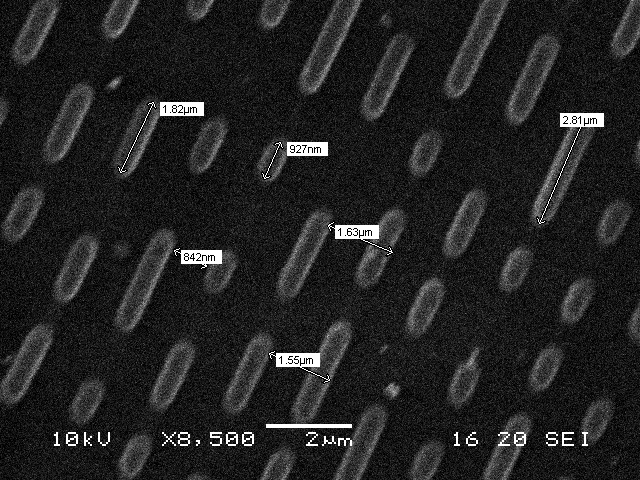
Image MEB d'un CD.
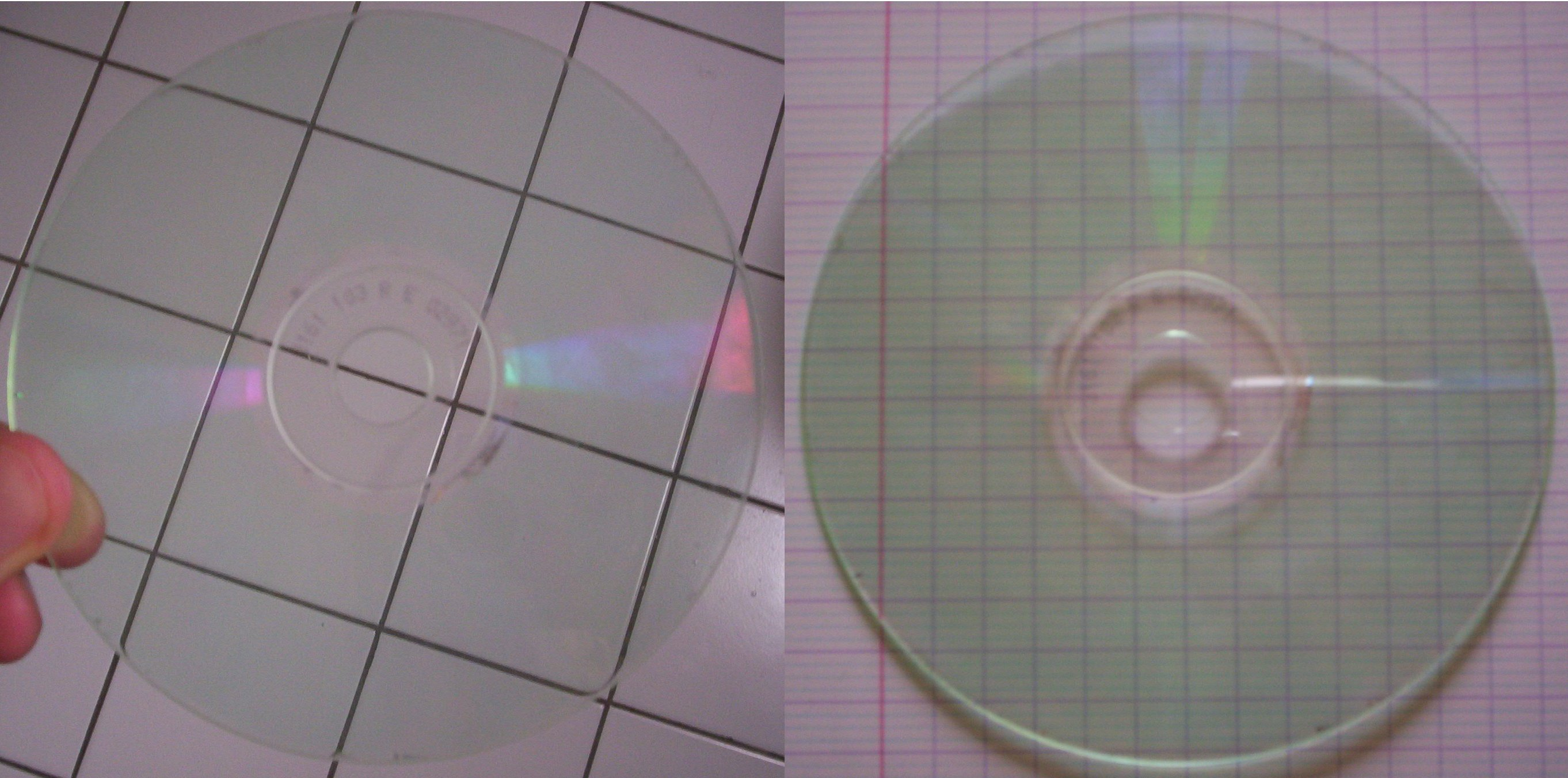
CD avec couche métallique enlevée.
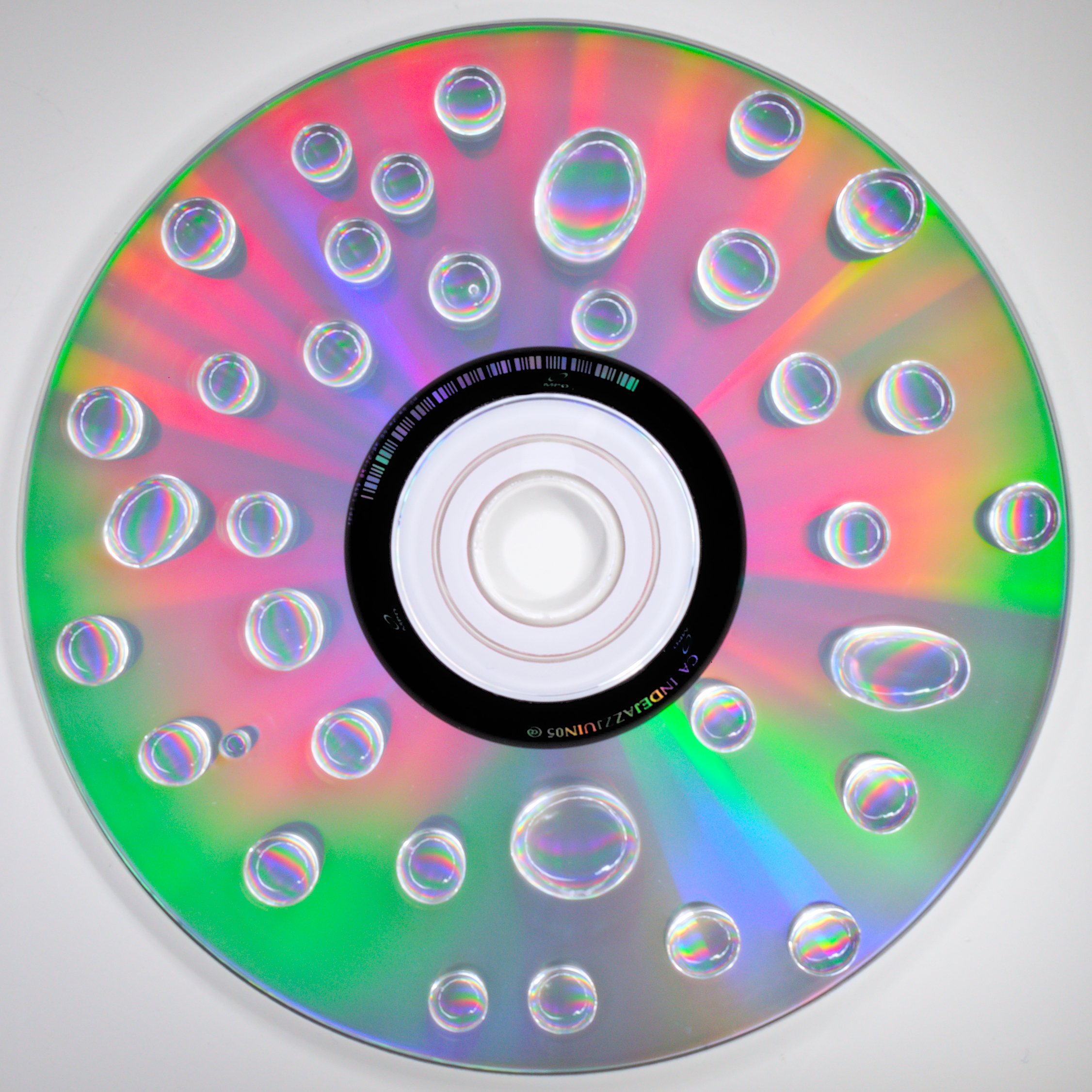
Gouttes d'eau sur un disque compact.

## Méthode de fabrication
La fabrication industrielle d’un CD se fait suivant différentes étapes : un CD ainsi produit assure une longévité de l’ordre d'un siècle s'il est stocké et manipulé soigneusement. En comparaison, un CD-R a une durée de vie de l’ordre d'une décennie, du fait de sa sensibilité aux rayons lumineux.

### Prématriçage
Le prématriçage correspond à la transcription des informations du client sur une bande à neuf pistes, en passant par une phase de correction d’erreurs, et de formatage des fichiers au format ISO 9660 dans le cas d’un CD-ROM. La fonction essentielle du prématriçage est le calcul du code détecteur et du code correcteur. Ces codes sont contenus sur 288 octets accolés à 2 ko d’informations plus des informations de synchronisation et d’en-tête. Ce procédé permet de prévenir les erreurs de transmission.
Une fois cette étape passée, il n’y a plus aucune modification des données à inscrire.

### Création du disque matrice
La création du disque matrice, appelé aussi matrice de verre, correspond au marquage des données sur un disque de verre. Le point de départ du disque matrice est une vitre fortement polie, dont les caractéristiques de surface ressemblent de près à celles d'un miroir astronomique. Cette plaque de verre est couverte d’un substrat sensible à la lumière, appelé résine photosensible. La couverture de la plaque par un procédé de rotation (dépôt par centrifugation) assure une couche absolument plane et uniforme de 120 nm d’épaisseur. C’est l’épaisseur de cette couche qui détermine la profondeur des creux.
L’inscription des données est effectuée grâce à un appareil émettant un rayon laser qui est activé et désactivé en fonction des informations transmises. Le rayon ainsi modulé marque la couche photosensible de la plaque de verre. Le disque de verre est ensuite placé dans un bain de développement. Les emplacements altérés par le rayon sont lavés faisant ainsi apparaître les premiers creux. Après séchage du disque matrice suit la vaporisation sous vide d’une fine couche argentée de 100 nm. À ce stade, le disque matrice est lisible par un lecteur spécial qui permet de contrôler la qualité de l’enregistrement.

### Galvanisation
La galvanisation est une opération qui crée la matrice de production à partir de la matrice de verre. La matrice de verre est plongée dans un bain de galvanisation comportant une anode de nickel. La couche argentée de la matrice de verre est transformée en cathode. Le courant ainsi créé entraîne un déplacement des ions de nickel sur l’anode, couvrant peu à peu la plaque de verre d’une couche de nickel. La séparation de la couche de nickel de son support de verre amène la destruction de ce dernier. Si à ce stade de l’opération les normes de qualité ne sont pas respectées, tout le processus précédent est à refaire. La couche de nickel, copie tirée directement de la matrice de verre, est nommée « original » ou « copie père » : c’est une reproduction en négatif de l’original. Pour éviter une perte de cet original, on en fait une copie appelée « copie mère », qui sert ensuite à tirer les sous-matrices.
Les sous-matrices sont, comme l’original, des négatifs et servent à imprimer les données sur les disques en plastique pendant leur fabrication. Elles sont perforées au centre et polies à l’endos. La qualité du dos de la matrice a une grande influence sur le bruit qui sera perçu par les photorécepteurs des lecteurs de CD-ROM. La rugosité moyenne maximale est de 600 nm. Comme l’air, la propreté de l’eau est importante pour la qualité finale du produit.

### Fabrication en série
La fabrication en série des disques compacts peut se faire par moulage par injection ou par pression. Le premier principe consiste en l'injection du polycarbonate liquide dans la matrice ; le second procédé a pour principe l’impression des cuvettes dans le disque encore chaud par pressage. Le polycarbonate est retenu dans la conception des CD pour ses propriétés telles que la pureté optique, la transparence et un indice de réfraction constant.
Les disques ainsi obtenus voient leur face marquée par les données, puis métallisée par une couche d’aluminium de 40 à 50 nm. Pour ce faire, l’aluminium est atomisé dans un espace sous vide, et se dépose lentement sur le disque. L’atomisation est obtenue par réchauffement, ou à froid, par un procédé de pulvérisation cathodique. La couche d’aluminium ainsi déposée est enfin protégée par l’application d’un vernis protecteur, à l’aide du procédé de dépôt par centrifugation. Le vernis devient ainsi une couche uniforme de 10 µm d’épaisseur. Avant conditionnement, une étiquette est imprimée sur le vernis par le principe de la sérigraphie.
Il existe également des CD dont la face inférieure est noire.

### Emballage
Les CD sont couramment protégés par des boîtiers standards en plastique. Ce matériau, bien que fragile (très sensible aux rayures, des fissures apparaissent si l'on appuie dessus et, à l'usage, les pattes permettant l'ouverture du boîtier se cassent), a été choisi pour ses propriétés optiques. Très transparent, il permet la création d'un boîtier attractif, où l'on peut glisser une feuille ou un livret, afin d'améliorer la présentation.
Il existe également des boîtiers deux fois plus fins pour les CD-maxi-single (surtout au Royaume-Uni et en Allemagne), dits boîtiers « slim », ou encore des doubles boîtiers pour les double albums, voire plus par différents montages. On trouve aussi des pochettes en papier ou carton (souvent désignés par l’appellation digipack). Certains albums ont eu une pochette dans d'autres matériaux (verre, métaux, bois, carton recyclé, etc.) dans le cas d'édition limitée ou de promotion en rapport avec le CD.

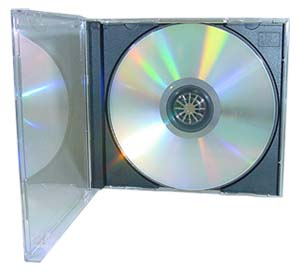
CD dans un boîtier en plastique.
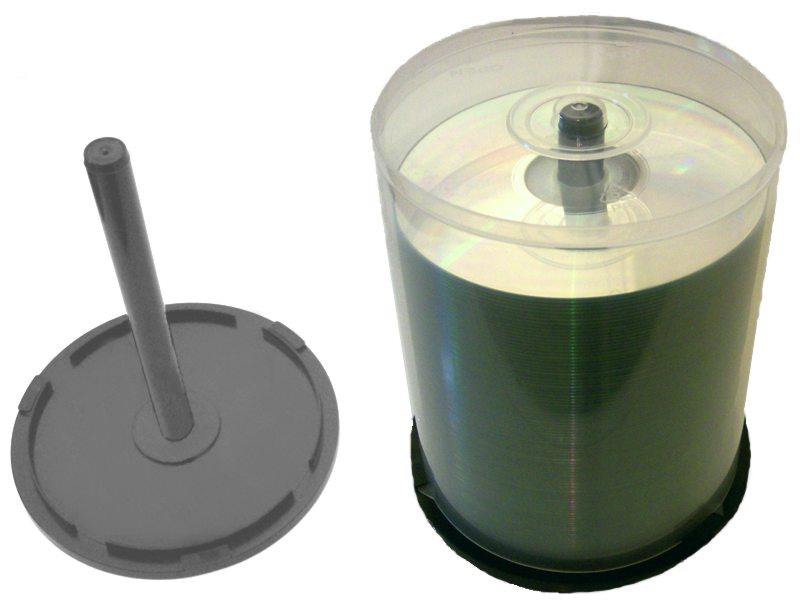
Cloche contenant plusieurs CD.
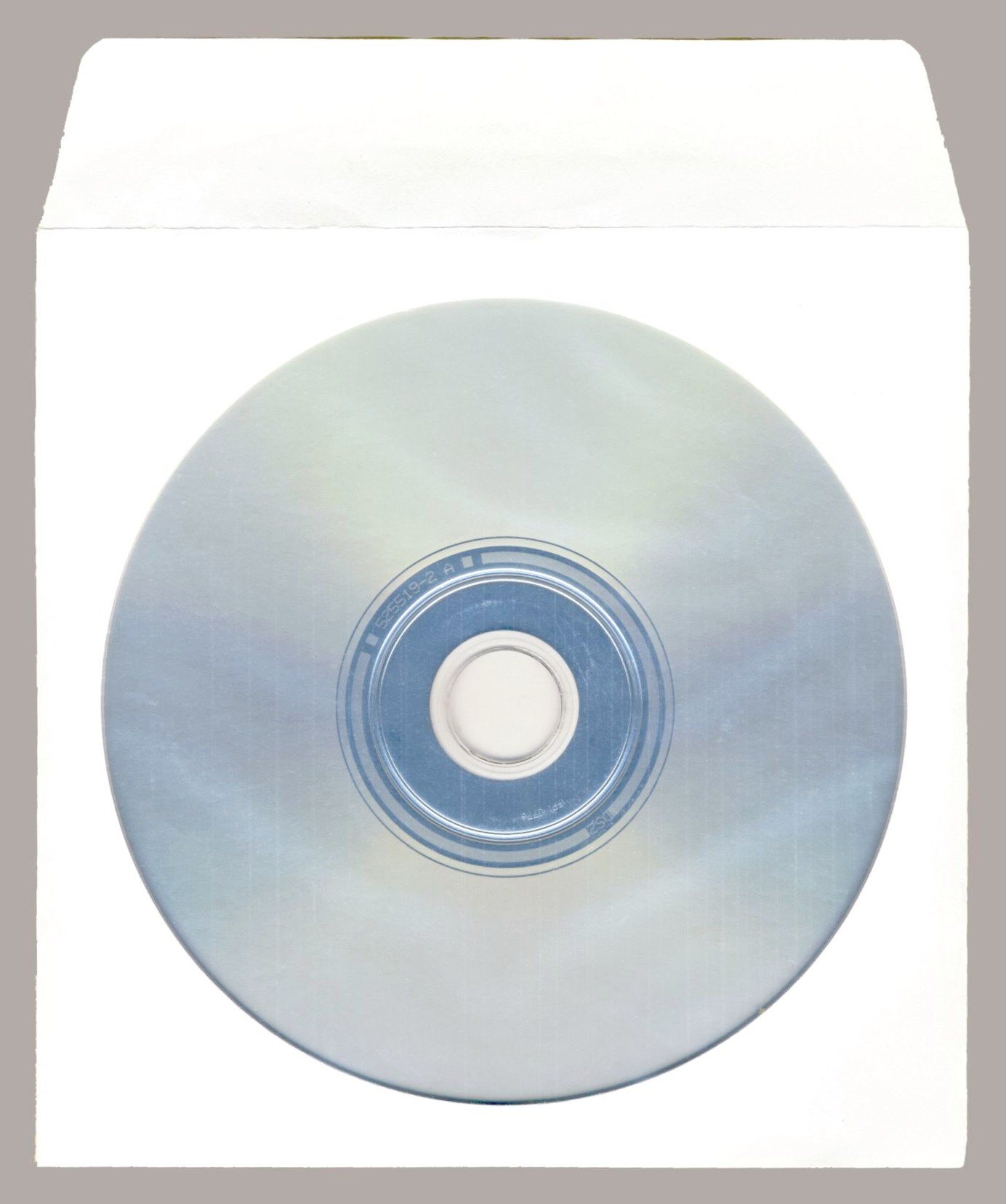
CD dans une pochette en papier.

## Format audio
Le format de données, connu sous le nom de norme Red Book, est dressé par Dutch Electronics du groupe Philips qui possède les droits du CDDA et du logo qui apparaît sur les disques. En termes techniques, il s’agit d’une piste stéréo encodée en PCM à une résolution de 16 bits (linéaire en amplitude, sans compression logarithmique des amplitudes hautes) avec une fréquence d’échantillonnage de 44,1 kHz.

### Échantillonnage

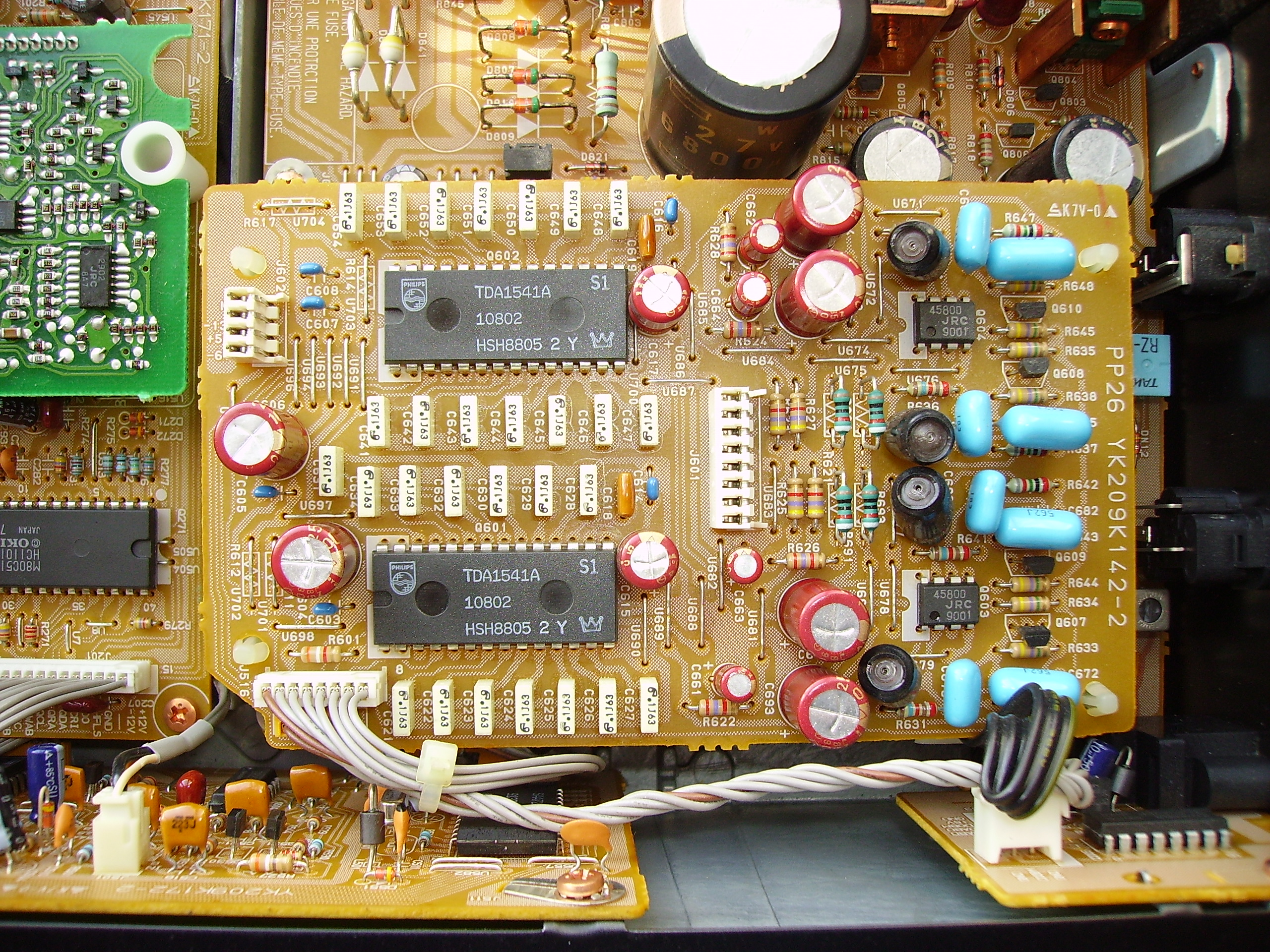
Carte avec deux CNA TDA1541A S1 de Philips.

Les échantillons sont ensuite regroupés en frames, chaque frame comporte six échantillons stéréo (6 × 2 × 16 bits = 192 bits soit 24 octets), plus 8 octets de correction d’erreur et un 1 octet de subcode, soit un total de 33 octets par frame. Le code correcteur est ajouté pour permettre la lecture d’un disque comportant des salissures ou rayures modérées ; il s’agit de deux codes de Reed-Solomon à la suite et d’un entrelacement des données effectué entre les deux codages.
L’octet subcode est utilisé pour former huit canaux de contrôle (chaque canal ayant un débit binaire de 7,35 kb/s), dans le CD standard seul, les deux premiers canaux sont utilisés et servent pour indiquer les débuts de pistes, le temps, la préaccentuation, l’autorisation de copie, le nombre de canaux (stéréo ou quadriphonie, mais bien que le bit d’indication de quadriphonie existe dans la norme, la façon dont ces canaux supplémentaires doivent être codés n’est pas définie et il n’est donc pas utilisé), les six autres canaux sont utilisés dans les extensions comme le CD+G (permet l’insertion des paroles pour les karaokés) ou le CD-Text (nom des pistes, auteurs, interprètes).
La fréquence d’échantillonnage de 44,1 kHz est héritée d’une méthode de conversion numérique d’un signal audio en signal vidéo pour un enregistrement sur cassette vidéo qui était le seul support offrant une bande passante suffisante pour enregistrer la quantité de données nécessaire à un enregistrement audionumérique (voir modulation d'impulsion codée). Cette technologie peut stocker six échantillons (trois par canal en stéréo) par ligne horizontale. Un signal vidéo NTSC possède 245 lignes utilisables par trame et 59,94 champs par seconde qui fonctionnent à 44 056 échantillons par seconde. De même, un signal vidéo PAL ou SÉCAM possède 294 lignes et 50 champs qui permet de délivrer 44 100 échantillons par seconde. Ce système pouvait en outre stocker des échantillons de 14 bits avec des corrections d’erreur ou des échantillons de 16 bits sans correction d’erreur.
Il y a eu un long débat entre Philips et Sony concernant la fréquence et la résolution de l’échantillonnage : Philips privilégiait le 44,100 kHz utilisé en Europe et une résolution de 14 bits (la firme néerlandaise ayant déjà développé des CNA 14 bits) tandis que Sony voulait imposer le 44,056 kHz utilisé au Japon et aux États-Unis, associé à une résolution de 16 bits. C’est pour cela que les premières platines CD étaient équipées de CNA 14 bits (les TDA1540), Philips ayant trouvé le moyen de les utiliser en 16 bits par un sur-échantillonnage 4× : le CNA fonctionnait donc à 176,4 kHz au lieu de 44,1 kHz et était précédé d’un filtre numérique. Cette fréquence quatre fois plus élevée permettait d’avoir un filtre passe-bas avec une pente beaucoup plus progressive qu’avec les CNA concurrents. Le comportement dans les fréquences proches de 20 000 Hz était plus linéaire avec moins de rotation de phase et le son en était d’autant plus pur.

### Structure logique
Un CD, comme un CD-R, est constitué, d'après le Orange Book, de trois zones composant la zone d'information (information area) :
- Zone Lead-in : La Lead-In Area contient des informations décrivant le contenu du support (ces informations sont stockées dans la TOC, Table of Contents). La zone Lead-in s'étend du rayon 23 mm au rayon 25 mm.
- Zone Programme : La Program Area contient les données et commence à partir d'un rayon de 25 mm, elle s'étend jusqu'à un rayon de 58 mm. La zone programme peut contenir un maximum de 99 pistes (ou sessions) d'une longueur minimale de 4 secondes.
- Zone Lead-out : La Lead-Out Area contient des données nulles (du silence pour un CD audio) et marque la fin du CD. Elle commence au rayon 58 mm et doit mesurer au moins 0,5 mm d'épaisseur (radialement). La zone Lead-out doit ainsi contenir au minimum 6 750 secteurs, soit 90 secondes de silence à la vitesse minimale (1X).

## Capacité de stockage et vitesse
Les spécifications du disque compact recommandent une vitesse linéaire de 1,22 m/s (soit 500 tr/min au passage de la diode laser près du bord intérieur de la surface réfléchissante, et 200 tr/min au bord extérieur de celle-ci) et un pas entre les pistes de 1,59 µm. Cela correspond à un CD-ROM (74 min) de 120 mm de diamètre et d'une capacité de 650 Mio (682 Mo) de données. Néanmoins, afin d’autoriser des variations dans la fabrication des supports, il y a une tolérance dans la densité des pistes. En fabriquant délibérément des disques de plus haute densité, on peut augmenter la capacité et rester très proche des spécifications du CD. En utilisant une vitesse linéaire de 1,197 5 m/s et un pas entre les pistes de 1,497 µm, on atteint une nouvelle capacité maximale de 737 Mo (80 min). Bien que ces disques possèdent une légère variation de fabrication, ils sont lus par la plupart des lecteurs et seul un très faible nombre de lecteurs les rejettent.
Il existe des disques enregistrables de 99 min, capacité obtenue par augmentation de la densité des pistes, mais il s'agit d'une niche de marché (à cause des problèmes rencontrés au-delà de 80 min). La capacité maximale qu’un disque peut annoncer lui-même, en accord avec les spécifications du CD-R, est au plus à 80 min. De plus, les marqueurs de temps entre 90 et 99 min sur les disques sont normalement réservés pour indiquer au lecteur qu’il lit le début du disque et non la fin. Ces deux problèmes sont fonction des fabricants de disques, des graveurs et des logiciels de gravure. Une autre technique pour augmenter la capacité d’un disque est d’écrire dans le préambule et dans la fin du disque qui sont normalement prévus pour indiquer les limites du disque. Cela permet d’étendre la capacité d’une ou deux minutes, mais cela peut provoquer des problèmes de lecture quand la fin du disque est atteinte.
Une heure de musique non compressée stéréo en 16 bits d’échantillonnage à 44,1 kHz, occupe 635 Mo (2 canaux × 16 bits × 44 100 Hz) / 1 000 > (1 411,2 kbit/s × 3 600 s) / 8 000 > 635 Mo fait 60 min de musique non compressée) de données (64,4 min occupent 682 Mo et 74 min occupent 783 Mo, 747 Mio).
Une heure de musique en 192 kbit/s soit compressée par 7,35 (joint stéréo, 16 bits d’échantillonnage à 44,1 kHz) (1 411,2 / 192 = 7,35 qui est la compression en 192 kbit/s), occupe 86,4 Mo de données (2 canaux × 16 bits × 44 100 Hz) / 1 000 > 1 411,2 / 7,35 compression > (192 kbit/s × 3 600 s) / 8 000 > 86,4 Mo fait 60 min de musique compressée 7,35 fois). Cette compression permet d'avoir 8,53 h sur le support « 80 min » (737 Mo / 86,4 = 8,53 h par CD en 192 kbit/s) (512 min) (8,53 heures × 60 = 512 minutes par CD en 192 kbit/s).

## Longévité
Les CD de l'industrie (pressés) ont une longévité annoncée initialement entre 50 et 200 ans. Toutefois, les analyses du Laboratoire national de métrologie et d'essais (France) montrent que la durée de vie des CD gravés (CD-R) est nettement inférieure, assujettie aux conditions d'archivage, au support et au graveur. Les causes du disc rot (en) résident principalement dans la migration d'encres ou de solvants à travers la mince épaisseur de plastique qui sépare la face des inscriptions de la couche réfléchissante portant l'enregistrement.

## Types

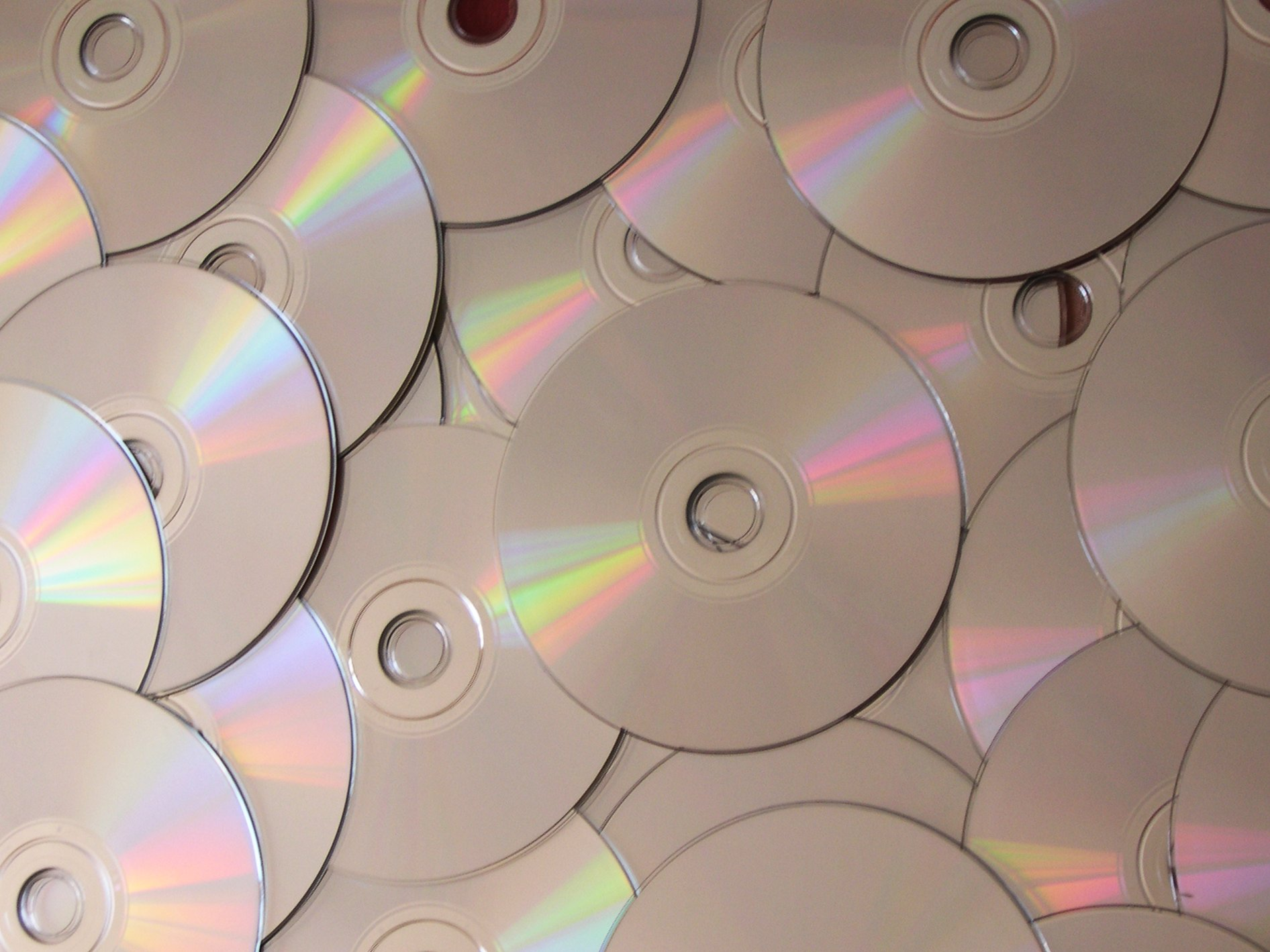
Pile de CD.

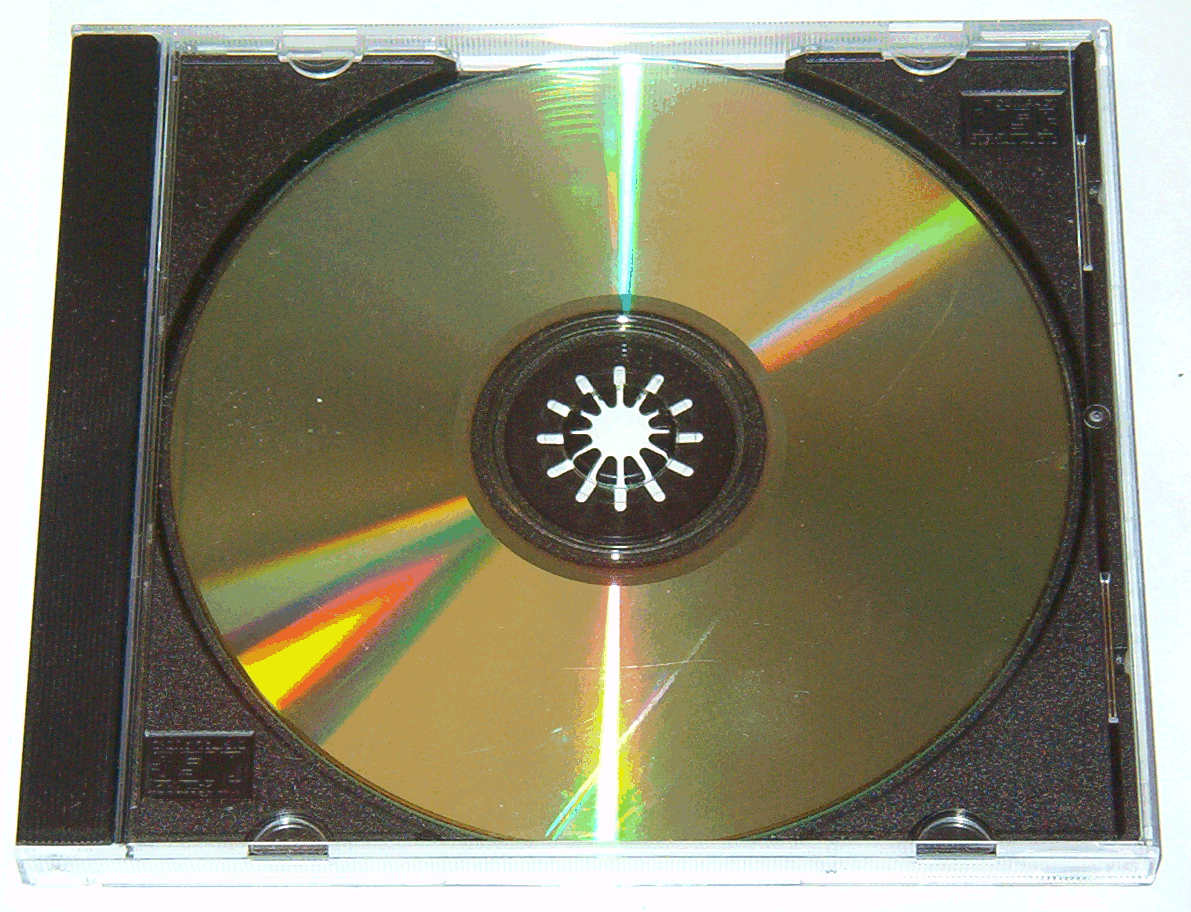
Disque compact.

Il existe plusieurs formats de disques compacts répertoriés dans les Rainbow Books, en voici une liste non exhaustive :
- CD audio (CDDA ou CDA) : Compact Disc Digital Audio ou en français « Compact Disc Audio ». Cette famille comprend également les SHM CD, les Blu-spec CD ainsi que les DSD CD.
- Blu-spec CD (l'appellation commerciale d'un Compact Disc) : conçu selon un processus propriétaire, lancé par Sony fin 2008. Son nom vient du fait que son processus de fabrication est celui utilisé pour la création des Blu-ray. En lieu et place d'un rayon infrarouge standard, un laser bleu est utilisé pour créer les encoches numériques sur la matrice mère, qui sera dupliquée par moulage. En raison de sa finesse, le laser bleu crée des encoches plus précises d'une largeur minimale de 125 nm (contre 500 nm pour un CD standard, et 780 nm pour un DVD ou Super Audio CD), qui diminueraient le nombre d'erreurs dans la lecture numérique. Cela ne change aucunement le format CD (PCM 44,1 kHz, 16 bits) ni la longueur des encoches numériques gravées dans le disque. Un Blu-spec CD peut donc être lu par n'importe quelle platine CD conventionnelle à rayon laser rouge (longueur d'onde 780 nm) et ne nécessite aucunement l'emploi d'un laser bleu.
- Super High Material Compact Disc (SHM-CD) : mis au point en 2008 conjointement par les firmes JVC et Universal Japan afin de concurrencer le DSD-CD (voir ci-dessous). Lancé en avant-première au Japon cette même année, il s'est vendu à 750 000 exemplaires. Son introduction en France s'est faite courant 2009. Il consiste en un Compact Disc lisible par toute platine conventionnelle du marché, à ceci près que, selon ses concepteurs, son gain en volume approche les 30 % sur l'ensemble du spectre sonore. Ce gain provient d'une transparence des données accrue, due à la découverte d'une nouvelle formule de polycarbonate (plastique constituant la famille des Compact Discs, DVD et Super Audio CD), translucide à l'œil humain, mais en réalité beaucoup plus limpide pour le rayon laser de longueur d'onde 780 nm dont sont équipés les lecteurs de CD. Cette transparence des données diminue la distorsion. En outre, ce nouveau type de polycarbonate résiste mieux aux dégradations (rayures, incrustations de poussière, sensibilité à la lumière et à la température) que celui d'un CD ordinaire. Le SHM CD est, à l'heure actuelle, peu représenté en magasins en France, et s'obtient la plupart du temps en VPC via internet. Ce format connaît un véritable engouement au Japon, avec une grande quantité de rééditions ou de sorties d'albums. Techniquement, rien n'explique un lien entre une transparence accrue du support par rapport au produit standard et un gain perceptible en qualité audio. Des différences peuvent provenir d'un traitement spécifique du son avant pressage. Le SHM CD est commercialisé souvent beaucoup plus cher que le même programme vendu en disque compact. Or, le prix d'un polycarbonate éventuellement de meilleure qualité optique n'augmenterait le prix de revient que de quelques centimes d'euro par unité.
- DSD-CD : disque compact conventionnel (donc lisible par n'importe quel lecteur de CD du marché) issu par conversion d'un master réalisé en DSD (DSD → PCM), lui permettant d'avoir une meilleure définition qu'avec un master habituel d'origine PCM (PCM → PCM). Il est fréquent que l'on rafraichisse ce résultat au moyen d'un processeur Sony SBM (Super Bit Mapping) spécialement adapté pour ces conversions DSD : il s'agit du Super Bit Mapping Direct[13]. Il convient de noter que cette technologie est toujours employée dans le cas d'un Super Audio CD hybride, car la couche Compact Disc est en soi un DSD-CD, étant systématiquement réalisée à partir du master DSD utilisé pour la couche haute définition du même disque[13]. En 2013, il existe un cas particulier de DSD-CD : après avoir sorti l'album Paranoid de Black Sabbath en format SHM SA-CD le 25 août 2010, Universal Japan décide d'en utiliser le master DSD pour sortir ce même album le 24 novembre au format SHM CD (voir ci-dessus), destiné à conforter les auditeurs dépourvus de lecteur de Super Audio CD, ne pouvant écouter le SHM SA-CD. Ce disque, étant un SHM CD réalisé à partir d'un master DSD, est donc un SHM-DSD-CD, combinant les deux technologies. Le DSD-CD peut en outre être perçu comme un intermédiaire tamisant la rivalité concurrentielle entre le DSD et le PCM.
- CD-ROM (Compact Disc Read-Only Memory), officiellement « cédérom » en français : support de stockage informatique.
- GD-ROM : format du Compact Disk développé par Sega pour sa console de jeux Dreamcast.
- CD-i (Compact Disc interactif) : ses spécificités sont définies dans le Green Book. Les premiers lecteurs CD-i ont été commercialisés en 1991.
- CD Extra (ou Enhanced CD ou « disque amélioré ») : disque compact réunissant en premier une session ne contenant que les pistes audio et une session ne contenant que des données. Les CD OpenDisc sont techniquement des CD Extra. Dans les lecteurs de disques audio (par exemple autoradios et chaînes hi-fi), seule la session audio de ce type de disque est lisible. Les disques audio Copy Control créés par certains majors sont des CD Extra. Ce type de disque ne garantit pas d'être lisible dans tous lecteurs de CD (autoradios, chaînes hi-fi, etc.). Voir aussi la norme Blue Book.
- CD en mode mixte : disque compact réunissant en premier une session ne contenant que des données et une session ne contenant que des pistes audio. Il est parfois employé comme support de jeu vidéo, la première session (de données) contenant le programme-jeu tandis que les musiques du jeu sont dans la seconde (l'audio).
- CD-R Compact Disc Recordable : disque inscriptible une seule fois.
- CD-RW Compact Disc Rewritable :disque réinscriptible.
- CD+G : Compact Disc + Graphics, disque compact et Images.
- VCD : Video Compact Disc, disque compact vidéo.
- Super Vidéo CD : Super Video Compact Disc, Super compact disque vidéo.
- Super Audio CD : un des formats du Compact Disc créé par Sony et Philips en 1999 et répertorié dans le Scarlet Book. C'est un disque compact nécessitant l'emploi d'un lecteur spécial, capable de reproduction multicanale aussi bien que de reproduction stéréophonique, d'une fréquence d’échantillonnage 64 fois supérieure à celle du Compact Disc ordinaire. Il est également capable de technologie « hybride », comportant une deuxième couche CD lui permettant d'être lu par toute platine CD ordinaire en qualité CD.
- CD Audio DTS : disque compact contenant de l'audio compressé en DTS. Les CD Audio de ce type nécessitent un lecteur capable de décoder le DTS et n'émettent que du bruit quand ils sont lus dans un lecteur de CD audio classique.
- LaserDisc : disque compact contenant de l'audio numérique et de la vidéo analogique, à la manière des LaserDisc. Les CD Vidéo contiennent une ou deux pistes audio lisibles sur un lecteur de CD classique et jusqu'à 5 minutes de vidéo analogique, lisible uniquement sur un lecteur de LaserDisc.
- AVCD : disque compact contenant de la vidéo numérique au format Vidéo CD sur les premières pistes et de l'audio numérique en format CD Audio sur les pistes suivantes.

Les appareils de lecture pour CD-audio ne sont pas conçus pour lire les CD-ROM ; a contrario, les lecteurs de CD-ROM peuvent aussi lire les CD-audio. Il existe aussi des CD « hybrides » contenant de l’information audio (lisible par un lecteur audio) et des informations d’autres types (texte, vidéo, images, etc.), lisibles par un lecteur de CD-ROM (CD en mode mixte et CD Extra cités plus haut).
Avec l’apparition de la méthode de compression audio MP3 (MPEG-1/2 Audio Layer 3) en 1997, des lecteurs audio pouvant lire des pistes MP3 sur un CD-R(W) et les jouer comme un CD audio traditionnel ont été développés. L’intérêt du format MP3 est qu’il permet de stocker de 4,41 (1 411 / 320 = 4,41) à 11 (1 411 / 128 = 11) fois plus de musique que sur un CD audio avec une dégradation plus ou moins perceptible de la qualité sonore en fonction du débit auquel le disque / le morceau a été compressé. Il est possible de compresser jusqu'à 176 fois (1 411 / 8 = 176), moyennant une forte dégradation de la qualité.
Le CD audio (matériel) se vend beaucoup moins, principalement du fait de l'apparition au début du XXIe siècle d'autres supports de stockage et d'appareils d'écoute plus légers, plus compacts, avec plus de capacités (lecteurs portatifs à mémoire flash intégrée), et parallèlement de l'extension du réseau Internet, permettant une diffusion sous forme dématérialisée (dans un premier temps clandestine puis peu à peu via des plates-formes de diffusion légales, proposant des morceaux ou des albums entiers en téléchargement ou en écoute instantanée).

## Perspective d'évolution sur le Disque compact